# Victor Bodsonbrug
De Victor Bodsonbrug (Luxemburgs: Victor-Bodson-Bréck) is een tuibrug in het land Luxemburg, die op een hoogte van 40 meter de vallei van de Alzette nabij Hesperange overspant. De brug ligt tussen de dorpen Howald en Itzig en is onderdeel van de snelweg A1 (Luxemburg-Wasserbillig). De brug is voltooid in 1993, nadat de A1 werd verlengd van Senningerberg (nabij het Vliegveld van Luxemburg) naar het zuiden van de stad. De brug is 260 meter lang, 40 meter hoog en heeft een breedte van 27 meter. Over de breedte bestaat de brug uit 2x2 rijstroken, gescheiden door een middenberm samen met twee voetpaden voor noodgevallen.
Omdat de vallei onder de brug onbewoond is, kon het ontwerp gelimiteerd worden tot één enkele steunpijler, exact geplaatst in het midden van de brug. De brug wordt overeind gehouden door een enkele ophangmast, geplaatst boven op de steunpijler, vanwaar radiale kabels uitwaaieren over de lengte van de brug. Ondanks de afhankelijkheid van één enkele mast voor de ophanging, is de brug merkbaar gebogen over de gehele lengte.
De brug is genoemd naar politicus Victor Bodson (1902-1984), de minister van publieke werken, transport en justitie in het groothertogdom in de jaren '40 en '50. Daarnaast heeft hij de eretitel Rechtvaardige onder de Volkeren ontvangen voor zijn rol in het laten ontsnappen van Joden aan vervolging tijdens de Holocaust.

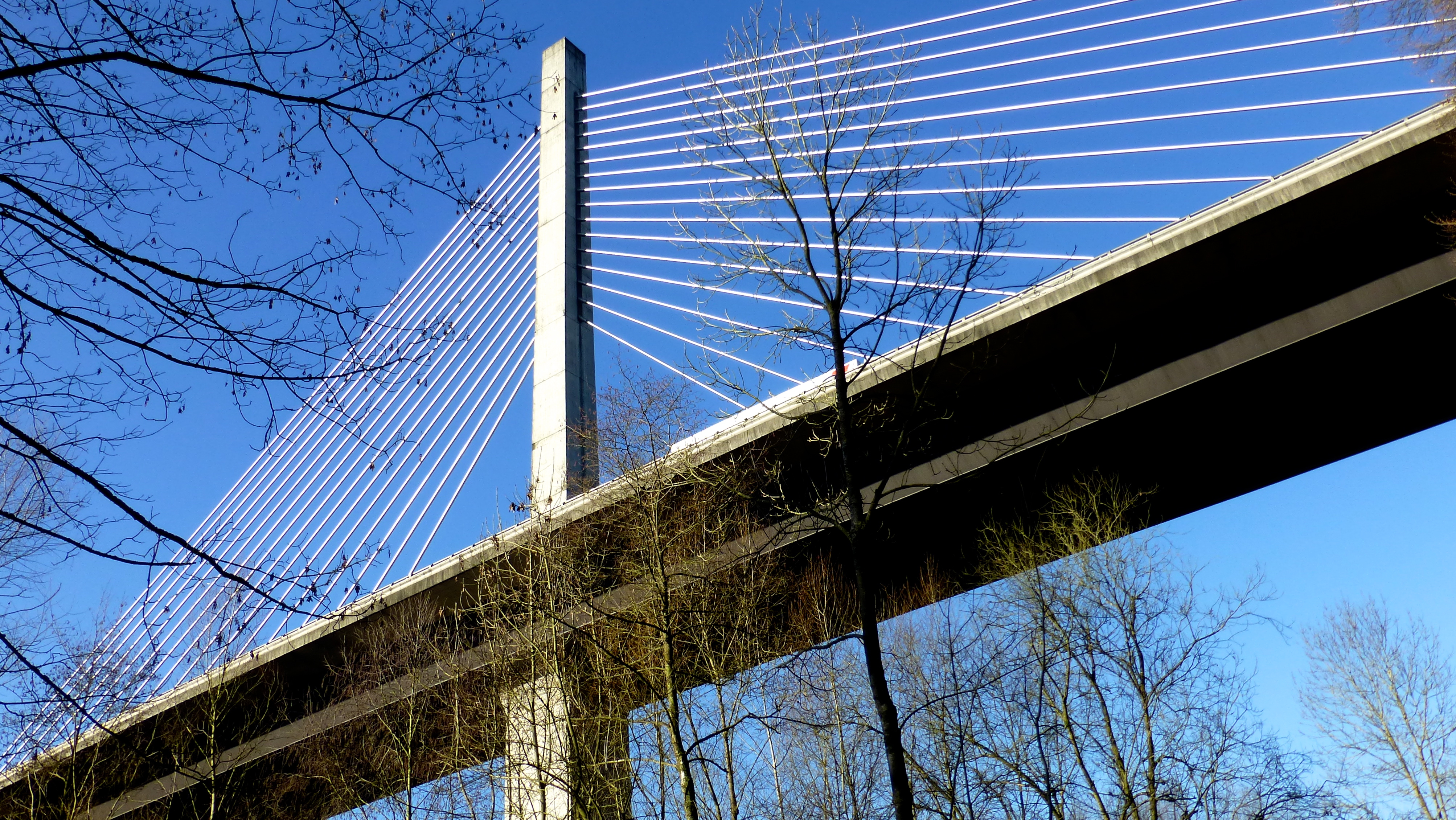
Victor Bodsonbrug vanuit het dal